# St. Mariä Empfängnis (Katzem)

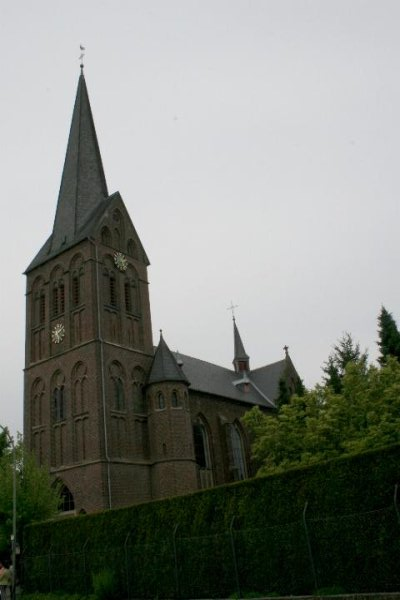
St. Mariä Empfängnis in Katzem

Die Kirche St. Mariä Empfängnis ist die römisch-katholische Filialkirche des Ortsteils Katzem der Stadt Erkelenz im Kreis Heinsberg (Nordrhein-Westfalen).
Die Kirche ist unter Nummer 330 in die Liste der Baudenkmäler in Erkelenz eingetragen.
Das Kirchengebäude gehört zur Großpfarrei Christkönig Erkelenz.

## Geschichte und Architektur
Der Grundstein der heutigen Kirche wurde am 2. Juli 1861 gelegt. Am 24. August 1868 wurde das Gotteshaus geweiht. Die Pläne für die einschiffige, neogotische Saalkirche mit dreiseitig geschlossenem Chor lieferte der Kölner Architekt Heinrich Nagelschmidt. Der im Süden vorgebaute dreigeschossige Glockenturm wurde im Jahr 1909 nach Plänen des Aachener Architekten Joseph Buchkremer an das Kirchenschiff angebaut. Somit ist die Kirche nicht wie sonst üblich nach Osten ausgerichtet, sondern nach Norden. Im Zweiten Weltkrieg wurde die Kirche stark beschädigt. Diese Schäden konnten bis zum Jahr 1956 beseitigt werden. Die Sakristei wurde in den 1970er Jahren angebaut.

## Ausstattung
In der Kirche befindet sich eine weitestgehend moderne Ausstattung. Davon zu erwähnen sind der Altar, der hölzerne Kreuzweg, sowie die Fenster aus dem Jahr 1958 von Peter Thomas. Von der Ursprungsausstattung haben sich einige Heiligenfiguren sowie ein kleiner Marienaltar erhalten.

## Glocken
| Nr. | Name            | Durchmesser (mm) | Masse (kg, ca.) | Schlagton (HT-1/16) | Gießer                                               | Gussjahr |
| 1   | Johannes        | 1.040            | 660             | g' +6               | Werner Hüesker; Fa. Petit & Gebr. Edelbrock, Gescher | 1926     |
| 2   | Josef           | 890              | 450             | a' +7               | Werner Hüesker; Fa. Petit & Gebr. Edelbrock, Gescher | 1926     |
| 3   | Petrus Canisius | 710              | 310             | h' +6               | Werner Hüesker; Fa. Petit & Gebr. Edelbrock, Gescher | 1926     |
| 4   | –               | 470              | 60              | a" -6               | –                                                    | 1862     |

Motiv: Pater noster

## Pfarrer
Folgende Priester wirkten bis zur Auflösung der Pfarre 2010 als Pfarrer an St. Mariä Empfängnis:
- 1930–1938: Egidius Jerusalem
- 1938–1973: Johannes Walgenbach
- 1974–1984: Heribert Brendt
- 1984–1987: Matthias Horst Schaffrath
- 1987–1989: Heribert Brendt
- 1989–1991: Vakant
- 1991–1993: Matthias Horst Schaffrath
- 1993–2004: Alois Hüring
- 2004–2010: Franz Josef Semrau